# Rakszawa (gmina)

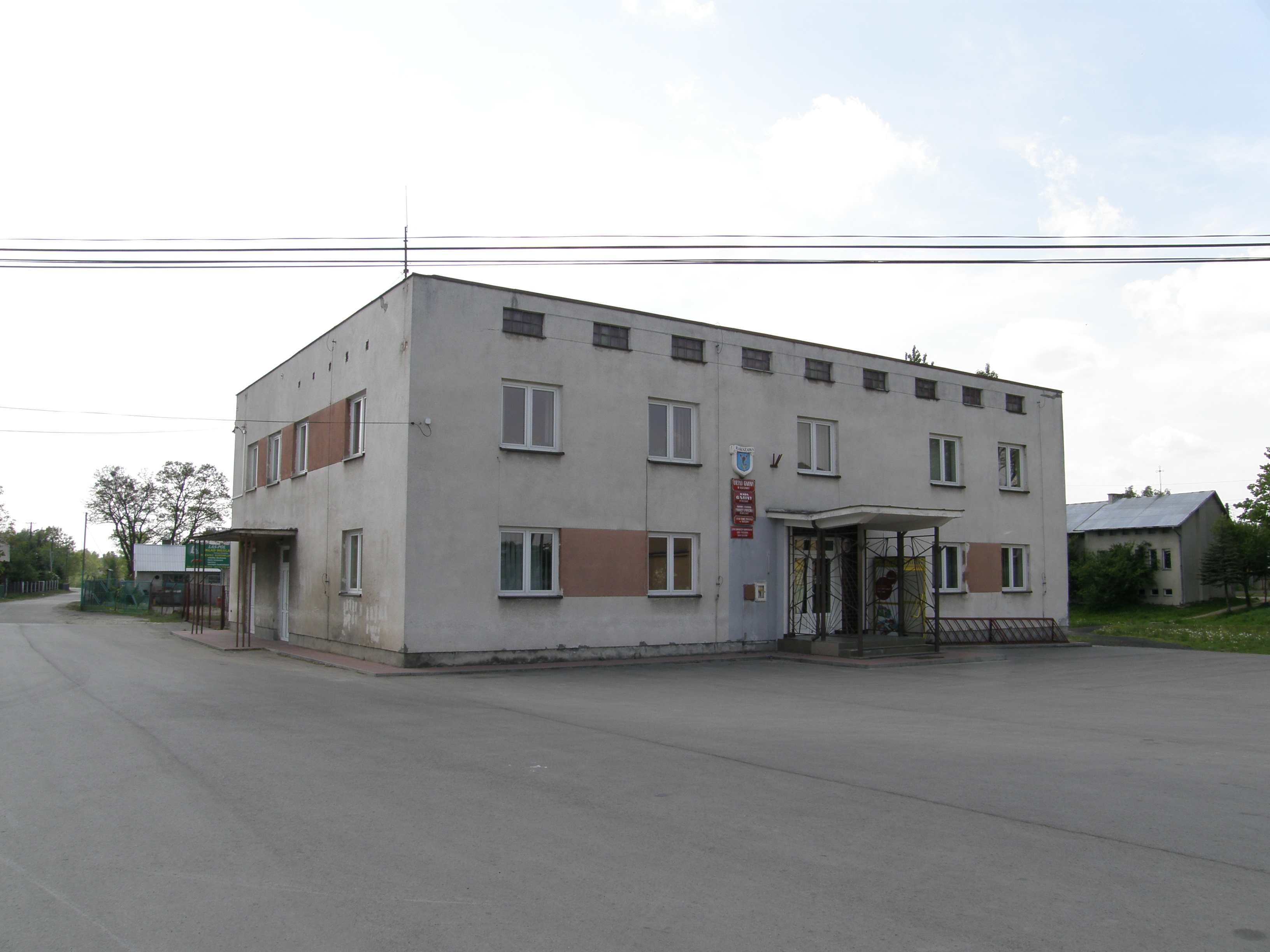
Bâtiment des autorités de Rakszawa

Rakszawa [rakˈʂava] est une commune rurale de la Voïvodie des Basses-Carpates et du powiat de Łańcut. Elle s'étend sur 66,4 km² et comptait 7210 habitants en 2010.
Elle se situe à environ 10 kilomètres au nord de Łańcut et à 22 kilomètres au nord-est de Rzeszów, la capitale régionale.

## Géographie
La gmina contient des villages de Kąty Rakszawskie, Rakszawa,  Węgliska et Wydrze